# Neau
Neau és un municipi francès situat al departament de Mayenne i a la regió de País del Loira. L'any 2007 tenia 699 habitants.

## Demografia

### Població
El 2007 la població de fet de Neau era de 699 persones. Hi havia 272 famílies de les quals 68 eren unipersonals (24 homes vivint sols i 44 dones vivint soles), 88 parelles sense fills, 108 parelles amb fills i 8 famílies monoparentals amb fills.
La població ha evolucionat segons el següent gràfic:
Habitants censats

### Habitatges
El 2007 hi havia 309 habitatges, 273 eren l'habitatge principal de la família, 15 eren segones residències i 21 estaven desocupats. 303 eren cases i 5 eren apartaments. Dels 273 habitatges principals, 193 estaven ocupats pels seus propietaris, 78 estaven llogats i ocupats pels llogaters i 2 estaven cedits a títol gratuït; 2 tenien una cambra, 9 en tenien dues, 57 en tenien tres, 75 en tenien quatre i 130 en tenien cinc o més. 210 habitatges disposaven pel capbaix d'una plaça de pàrquing. A 124 habitatges hi havia un automòbil i a 120 n'hi havia dos o més.

### Piràmide de població
La piràmide de població per edats i sexe el 2009 era:
| Homes | Edats   | Dones |
| ----- | ------- | ----- |
| 0     | 95 o +  | 0     |
| 0     | 90 a 94 | 0     |
| 4     | 85 a 89 | 8     |
| 0     | 80 a 84 | 4     |
| 4     | 75 a 79 | 16    |
| 4     | 70 a 74 | 12    |
| 24    | 65 a 69 | 24    |
| 8     | 60 a 64 | 12    |
| 24    | 55 a 59 | 12    |
| 12    | 50 a 54 | 20    |
| 28    | 45 a 49 | 32    |
| 32    | 40 a 44 | 16    |
| 20    | 35 a 39 | 20    |
| 20    | 30 a 34 | 28    |
| 32    | 25 a 29 | 20    |
| 44    | 20 a 24 | 16    |
| 44    | 15 a 19 | 36    |
| 36    | 10 a 14 | 20    |
| 32    | 5 a 9   | 16    |
| 20    | 0 a 4   | 16    |

## Economia
El 2007 la població en edat de treballar era de 447 persones, 352 eren actives i 95 eren inactives. De les 352 persones actives 323 estaven ocupades (182 homes i 141 dones) i 29 estaven aturades (11 homes i 18 dones). De les 95 persones inactives 37 estaven jubilades, 33 estaven estudiant i 25 estaven classificades com a «altres inactius».

### Ingressos
El 2009 a Neau hi havia 275 unitats fiscals que integraven 726 persones, la mediana anual d'ingressos fiscals per persona era de 15.630 €.

### Activitats econòmiques
Dels 14  establiments que hi havia el 2007, 2 eren d'empreses de fabricació d'altres productes industrials, 2 d'empreses de comerç i reparació d'automòbils, 2 d'empreses de transport, 3 d'empreses d'hostatgeria i restauració, 1 d'una empresa immobiliària, 2 d'empreses de serveis i 2 d'empreses classificades com a «altres activitats de serveis».
Dels 5 establiments de servei als particulars que hi havia el 2009, 2 eren perruqueries, 1 veterinari i 2 restaurants.
L'únic establiment comercial que hi havia el 2009 era una botiga de menys de 120 m².
L'any 2000 a Neau hi havia 26 explotacions agrícoles que ocupaven un total de 682 hectàrees.

## Equipaments sanitaris i escolars
El 2009 hi havia una escola elemental.

## Poblacions més properes
El següent diagrama mostra les poblacions més properes.